# Ульвальні
Ульвальні (Ulvales) — порядок водоростей класу ульвофіцієві. За інформацією бази даних AlgaeBase порядок містить 8 родин і 254 описаних види
Серед представників переважно морські водорості, що мають примітивний або гетеротрихальний тип структури.
Представники порядку мають гаплодиплофазний життєвий цикл з ізоморфною зміною поколінь. Клітинні оболонки целюлозно-пектинові, можуть ослизнюватися. Монадні клітини голі, без субмікроскопічних лусочок. Зооспори переважно чотириджгутикові, гамети дводжгутикові.